# Das Kabinett des Zauberers
Das Kabinett des Zauberers ist ein deutscher Jugendkriminalroman von André Marx aus dem Jahr 2015. Es handelt sich um den 181. Band der Reihe Die drei ???. In ihm begeben sich die drei jugendlichen Protagonisten Justus Jonas, Peter Shaw und Bob Andrews auf die Suche nach einem während einer Aufführung verschwundenen Zauberkünstler und stoßen dadurch auf die Spur eines vor langer Zeit gestohlenen Schmuckstücks. Die Hörspielumsetzung durch das Label Europa erfolgte 2016.

## Handlung
Eine ganze Schulklasse wendet sich überraschend an Justus Jonas: Während des Besuchs einer Vorführung in dem am Fuße des Canyons gelegenen Zauberkabinetts ist der Zauberer Pablo Rodriguez in einen Schrank gestiegen, aber nicht mehr wieder aufgetaucht. Justus denkt, dass es sich um einen etwas ungewöhnlichen und pädagogisch nicht klugen Schluss einer Vorstellung handelt und willigt daher ein, den Fall zu übernehmen. Er denkt, dass sie den Zauberer wohl in seinem Kabinett antreffen werden und ihn dort einfach nach den Gründen für seinen Abgang befragen können.
Als er mit seinen Freunden und Detektiv-Kollegen Peter und Bob vor Ort ankommt, ist der Zauberer jedoch nicht zuhause. Sie untersuchen den Schrank und entdecken dort eine Falltüre, durch welche der Zauberer nach unten in seine Privaträume gelangt ist. Dort ist jedoch auch niemand anzutreffen, jedoch sehen die Räumlichkeiten aus, als wären sie durchsucht werden. Quinn, ein Junge aus der Nachbarschaft, der bei Pablo Zaubertricks erlernt, sieht die drei Detektive und sperrt sie ein, da er denkt, dass es sich um Einbrecher handelt. Der Irrtum kann aufgeklärt werden, und von Pablo erfahren sie, dass er seinen Lehrmeister auf dem Mobiltelefon nicht erreichen kann; auch der private Wagen des Zauberers ist verschwunden. Offenbar hat sich Pablo noch während seiner letzten Aufführung aus dem Staub gemacht. Quinn erhält jedoch eine SMS, das alles in Ordnung sei und er sich keine Sorgen machen solle.
Die Jungen wenden sich an die Lehrerin einer der beiden anwesenden Klassen, die ihnen einen Mitschnitt der Schrank-Nummer zeigen kann. Dort stellen die Jungen fest, dass Pablo während der Aufführung kurzzeitig sehr erschrocken geblickt hat, als ob er etwas sah, dass ihn stark beunruhigt. Sie können oben auf den Rängen eine Gestalt ausmachen, die jedoch aufgrund der Qualität des Geräts und der Entfernung nicht näher zu erkennen ist. Die Jungen ahnen jedoch, dass Pablos Verschwinden damit zu tun hat.
Die Jungen wollen anschließend Quinn aufsuchen, da dieser die Schlüssel zum Kabinett besitzt. Vor dessen Wohnhaus erleben sie jedoch, wie jemand den Jungen angreift und sich seines Mobiltelefons bemächtigen möchte. Sie können eingreifen, und der Fremde flieht. Justus vermutet, dass der Fremde sie beobachtet hatte – Bob hatte zuvor bereits eine verdächtige Beobachtung gemacht – und offenbar auf das Telefon des Jungen scharf war. Sie vermuten, dass der Fremde mitbekam, wie Quinn dem Zauberer eine Nachricht auf dessen Anrufbeantworter gesprochen hat, und das Gerät haben will, um mit Pablo in Kontakt zu treten. Als sie danach gemeinsam das Kabinett untersuchen, entdecken sie einen Stoffhasen, der an einen Strick gebunden wurde – eine offene Drohung. Vermutlich hatte Pablo den Fremden und den erhängten Stoffhasen erblickt und sich daraufhin aus dem Staub gemacht.
Justus nimmt den Hasen schließlich mit nach Hause, um ihn näher zu untersuchen. Überraschend kann ihm seine Tante Mathilda weiterhelfen: Den Hasen hatte sie kürzlich verkauft und kann sich an den Käufer noch gut erinnern, da dieser ihr ausgesprochen unsympathisch war. Justus’ Tante kann sich sogar an das Automodell erinnern und hatte einen Aufkleber bemerkt, der auf den Händler verweist, wo der Gebrauchtwagen erworben wurde. Vom Händler erfahren die Jungen mittels eines Tricks, wer den Wagen kürzlich gekauft hat. Der Name des Käufers lautet Ray Layton. Justus erhofft sich, dass Inspektor Cotta den Namen für ihn im Polizeicomputer nachschlagen kann. Der macht ihnen aber sehr deutlich, dass sie von der Sache, an der sie gerade dran sind, besser die Finger lassen sollen: Bei Layton handelt es sich nämlich um einen gefährlichen Schwerverbrecher, der wegen eines bewaffneten Raubüberfalls in Las Vegas fünf Jahre im Gefängnis saß und erst vor sechs Wochen entlassen worden ist.
Durch den Verweis auf Las Vegas kann Bob über das Zeitungsarchiv der Los Angeles Post herausfinden, dass es sich um einen Einbruch bei dem berühmten Fernseh-Zauberer Nightingale handelt. Dieser besaß eine wertvolle Münzsammlung, die schließlich wieder sichergestellt werden konnte. Justus gelingt es, sich mit dem Zauberer in Verbindung zu setzen, und erfährt von diesem, dass damals auch das Tagebuch des Zauberers Igors Caligarov aus Nightingales Besitz gestohlen wurde, das seitdem nie wieder aufgetaucht ist. Recherchen ergeben, dass es sich bei Caligarov um einen Betrüger handelt, der vorgab, ein erfolgreicher russischer Zauberer zu sein, und dem es während einer Aufführung an einem europäischen Königshof gelang, ein wertvolles Schmuckstück, die sogenannte Blutstiara, die aus roten Diamanten gefertigt wurde, zu stehlen. Seitdem war er nie wieder in Erscheinung getreten; das Schmuckstück blieb verschollen. Justus vermutet, dass Pablo, der in seinen Räumen einige Caligarov-Poster besitzt, dies ebenfalls wusste und den Aufenthalt des versteckten Schatzes herausfinden wollte.
Peter ist es gemeinsam mit Bob und Quinn derweil gelungen, in Pablos Privaträumen ein Versteck zu finden, wo sich tatsächlich Caligarovs Tagebuch versteckt findet. Sie nehmen plötzlich einen Schrei wahr und eilen nach draußen, wo sie sehen, wie Layton auf einen anderen Mann losgeht. Als er die Jungen sieht, flieht er. Der Mann erzählt ihnen, dass er gerade spazieren ging, als er einen Mann – Layton – im Gebüsch lauern sah und ihn zur Rede stellte, woraufhin dieser auf ihn losgegangen war. Er will sogleich zur Polizei gehen und den Vorfall melden, weshalb die Jungen ihm ihre Karte geben und zusagen, als Zeugen zur Verfügung zu stehen. Wieder zurück im Haus, müssen sie feststellen, dass in der Zwischenzeit jemand hier war und das Tagebuch entwendet hat.
Justus, der gerade auf dem Weg zu ihnen ist, erkennt den ihm entgegenkommenden Wagen sogleich und verfolgt diesen. Dadurch kann er den Wohnort von Laytons Komplizen herausfinden, an dessen Türe der Name Sullivan steht. Justus mutmaßt, dass es sich dabei um den im Zeitungsartikel erwähnten Steven S. handelt, der damals Laytons Komplize beim Überfall auf Nightingale war.
Wieder in ihrer Zentrale, fällt Quinn plötzlich auf, dass er sein Mobiltelefon nicht mehr bei sich trägt; dies wurde ihm offenbar entwendet. Sie ahnen, dass der vorherige Überfall, bei dem sie eingeschritten sind, nur eine Inszenierung war und dass das angebliche Opfer ihm das Gerät stahl. Damit hat Layton nun die Nummer von Pablo in seinen Besitz gebracht. Sie fürchten, dass er ihm eine Kurznachricht schreiben wird, die suggeriert, dass Quinn herausgefunden hat, was los ist, und sich daher dringend mit Pablo treffen will.
Sie fahren nun mit zwei Wagen zum Haus von Sullivan. Dort hält sich gerade Layton auf. Als dieser das Haus verlässt und in seinen Wagen steigt, folgen ihm Justus und Quinn in Bobs Käfer, während Peter und Bob mit Peters MG Sullivan im Auge behalten. Layton fährt zu einem Parkplatz nahe einem Waldstück, das er schließlich über den Beginn eines Wanderweges betritt. Als die Jungen ihm folgen, sehen sie Pablo, der kurz davor ist, in die ihm gestellte Falle zu laufen. Sie wollen ihn warnen, werden dabei jedoch von Layton überrascht, der sie zwingt, in eine nahegelegene Ranger-Hütte zu gehen, wo alle drei an einen Stuhl gefesselt werden. Es stellt sich heraus, dass es sich bei Pablo in Wirklichkeit um Laytons früheren Komplizen Steven handelt. Der Einbruch bei Nightingale war damals Stevens Idee gewesen. Unter Gewaltandrohung will Layton, dass Justus das Tagebuch Caligarovs liest und ihm sagt, wo sich die Blutstiara befindet.
Da Justus sich nicht gemeldet hat, rufen seine Freunde bei ihm an. Mit vorgehaltener Pistole macht Justus so, als hätte er sich in der Uhrzeit geirrt, kann jedoch durchblicken lassen, dass er sich in Gefahr befindet. Die beiden informieren nach dem Gespräch sogleich Inspektor Cotta. Als Sullivan schließlich auch das Haus verlässt und sich auf den Weg zur Waldhütte macht, folgen die beiden Jungen ihm. Sullivan wurde jedoch per Telefon von Layton gewarnt, dass die Jungen ihn beobachten, er kann die beiden Verfolger schließlich überrumpeln. Da taucht jedoch auch schon Inspektor Cotta mit einigen Polizeibeamten auf, die Sullivan ergreifen. Bei der Hütte droht Layton, seine Geiseln zu erschießen. Justus, Quinn und Pablo konnten sich inzwischen jedoch befreien – Pablo hatte sein Taschenmesser vor Layton verstecken können –, sodass die Polizei ohne Schwierigkeiten Layton festnehmen kann.
Später berichtet Justus den Kindern, die ihm den Auftrag erteilt hatten, was genau mit Pablo geschehen war, und deckt auch auf, was damals mit der Blutstiara geschehen war: Caligarov hatte, wie Justus versteckten Hinweisen im Tagebuch entnehmen konnte, die einzelnen Diamanten umschleifen lassen und diese schließlich verkauft; sie sind heute Bestandteil des Aurora-Colliers, das in den 1920er Jahren anlässlich eines königlichen Thronjubiläums in Europa angefertigt wurde. Layton wird wohl erneut ins Gefängnis wandern, bei Pablo könnte es sein, dass der Fall nochmal neu aufgerollt wird. Die drei Detektive hingegen begeben sich nach Abschluss ihres jüngsten Falles zu einer ganz anderen Tätigkeit: Inspektor Cotta hat sie zu einigen Stunden gemeinnütziger Arbeit in Form von Müllbeseitigung im örtlichen Park verdonnert.

## Ausgabe
- André Marx: Die drei ??? – Das Kabinett des Zauberers, Kosmos, Stuttgart 2015, ISBN 978-3-440-14232-5